# Air Belgium (1979)
Air Belgium (ursprünglich Abelag Airways) war eine belgische Charter- und Linienfluggesellschaft, die ihren Betrieb im Jahr 2000 eingestellt hat.

## Geschichte

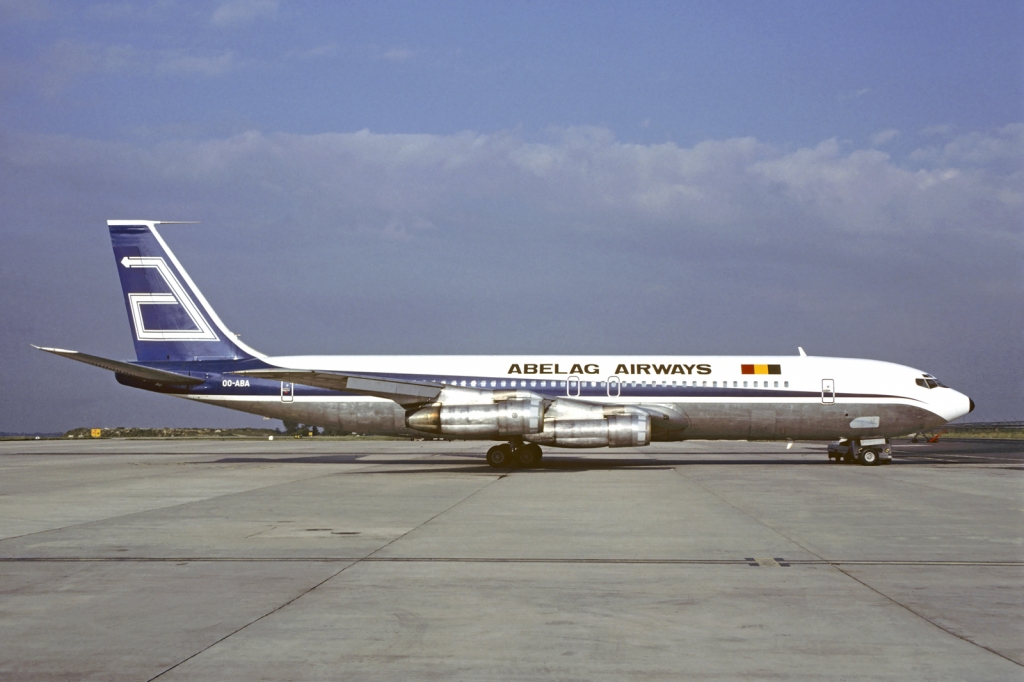
Die Boeing 707 der Abelag Airways, Paris-CDG 1979

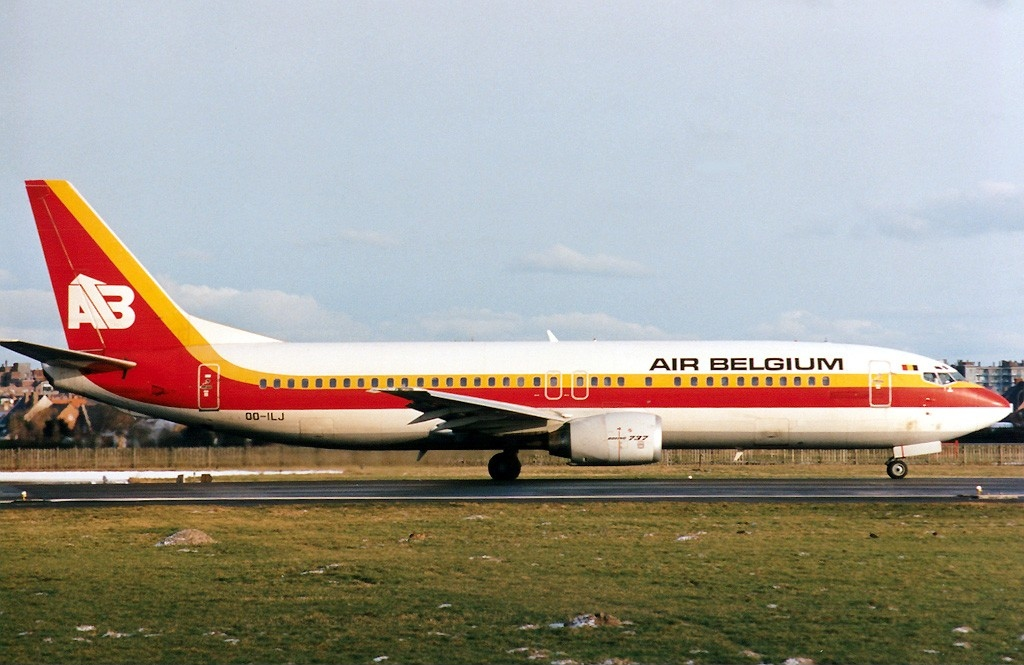
Boeing 737-400 der Abelag Airways, Ostende 1996

Der belgische Reiseveranstalter Sun International und das auf Geschäftsflugverkehr spezialisierte Unternehmen Abelag Aviation gründeten am 3. Mai 1979 in Brüssel die Fluggesellschaft Abelag Airways. Das Unternehmen übernahm am 19. Mai 1979 eine Boeing 707 und vermietete diese von Juni bis Oktober 1979 an die französische Fluggesellschaft Union de Transports Aériens (UTA) sowie im Anschluss an eine kanadische Fluggesellschaft. Im Januar 1980 wurde die Boeing 707 durch eine geleaste Boeing 737-200 ersetzt, die für Sun International auf IT-Charterflügen in den Mittelmeerraum zum Einsatz kam. Zeitgleich zog sich Abelag Aviation aus dem Unternehmen zurück. 
Die Abelag Airways wurde daraufhin am 15. Februar 1980 zur Air Belgium umfirmiert. Bis Oktober 1989 hatte Air Belgium nur jeweils ein eigenes Flugzeug ganzjährig im Einsatz. Die erste Boeing 737-200 wurde im März 1982 durch eine baugleiche Maschine ersetzt, die erstmals eine in belgischen Landesfarben gehaltene Bemalung trug. Das Unternehmen setzte ab März 1986 eine Boeing 737-300 ein, die ihrerseits im Oktober 1988 von einer Boeing 737-400 abgelöst wurde. Air Belgium mietete ab 1983 bei hoher Nachfrage zusätzliche Flugzeuge von Sobelair an und setzte diese in deren Farbgebung kurzzeitig auf dem eigenen Streckennetz ein. Daneben betrieb die Gesellschaft im Jahr 1987 zwei Geschäftsreiseflugzeuge des Typs Dassault Falcon 20 im Auftrag von DHL Worldwide Express.
Im Herbst 1989 leaste Air Belgium eine Boeing 757, mit der ab dem 29. Oktober 1990 Charterflüge von Brüssel über Bangor nach Fort Lauderdale erfolgten. Als weitere transatlantische Zielorte wurden ab 1991 Miami, Curacao, Punta Cana und Recife angeflogen. Im selben Jahr beteiligte sich Sobelair an dem Reiseveranstalter Sun International und hielt anschließend eine 35%ige Beteiligung an Air Belgium. Um die Auslastung der Flugzeuge zu verbessern, bot die Gesellschaft ab dem 26. November 1991 Linienflüge nach Palma de Mallorca und ab 1992 zu weiteren touristischen Zielorten an. Hierbei wurden die freien Restplätze in den Maschinen vermarktet, so dass auf einigen europäischen Strecken ein kombinierter Charter- und Linienflugverkehr erfolgte. Im Jahr 1995 stellte Air Belgium die transatlantischen Charterflüge aus wirtschaftlichen Gründen ein und vermietete die Boeing 757 bis zum Ablauf des Leasingvertrags an die schwedische Fluggesellschaft Sunways Airlines.
Im selben Jahr beförderte das Unternehmen 304.000 Passagiere.
Der Reiseveranstalter Sun International und dessen Tochterunternehmen Air Belgium wurden im Jahr 1998 von dem britischen Touristikkonzern Airtours aufgekauft. Nach der Übernahme blieb Air Belgium zunächst als eigenständige Gesellschaft bestehen. Ab 1999 setzte das Unternehmen zwei Airbus A320 ein, die bereits in den Farben der britischen Konzernschwester Airtours International lackiert waren. Am 31. Oktober 2000 wurde Air Belgium vollständig in die Fluggesellschaft Airtours International integriert und stellte den eigenen Betrieb ein.

## Ziele
Air Belgium führte hauptsächlich von Brüssel, Lüttich und Ostende ausgehende Charterflüge in den Mittelmeerraum, an die Algarve und nach Madeira sowie zu den Kanarischen Inseln durch. Zudem erfolgten zwischen 1990 und 1995 transatlantische Charterflüge nach Bangor, Curacao, Fort Lauderdale, Miami, Punta Cana und Recife.
Im Linienflugverkehr wurden Alicante, Faro, Funchal, Málaga, Las Palmas de Gran Canaria, Palma sowie der Flughafen Teneriffa-Süd angeflogen.

## Flotte

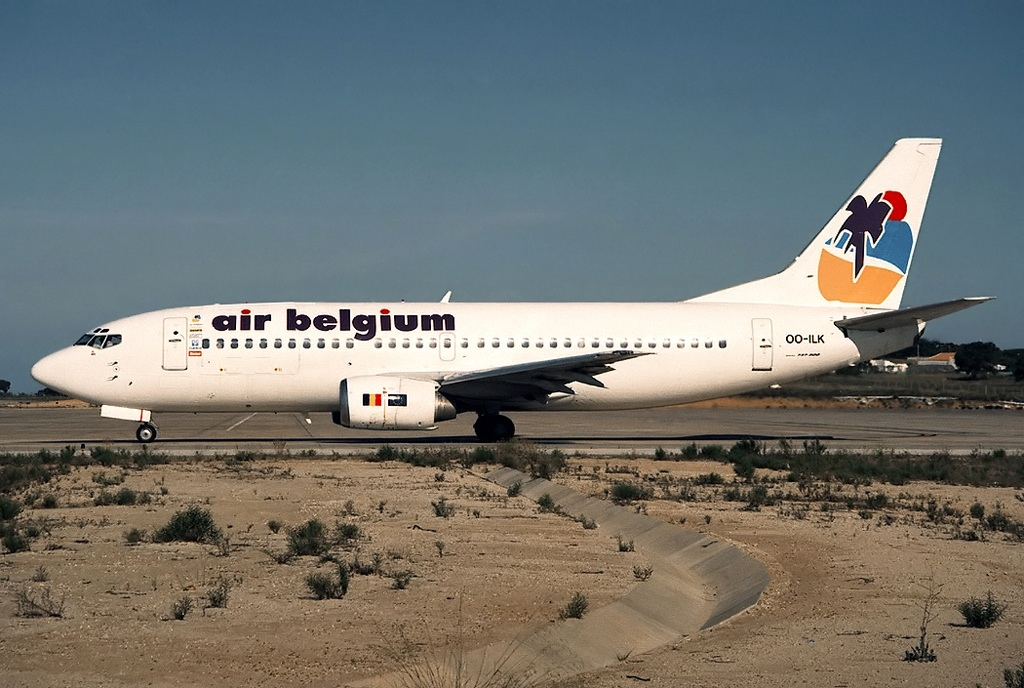
Eine Boeing 737-300 in der 1997 eingeführten Farbgebung

### Flotte bei Betriebseinstellung
Zum Zeitpunkt der Betriebseinstellung bestand die Flotte der Gesellschaft aus zwei Maschinen des Typs Airbus A320 und einer Boeing 737-400.

### Zuvor eingesetzte Flugzeuge
- 1  Boeing 707-300C, OO-ABA (1979 betrieben von Abelag Airways)
- 3 Boeing 737-200, >OO-ABB (1980 bis 1982), OO-RVM (Sommer 1982), OO-PLH (1982 bis 1986) sowie weitere kurzfristig von Sobelair angemietete Flugzeuge
- 2 Boeing 737-300, OO-ILF (1986 bis 1988) und OO-ILK (1996 bis 1999)
- 1 Boeing 757-200, OO-ILI (1989 bis 1995)
- 2 Dassault Falcon 20, OO-STE und OO-STEF (1987 betrieben für DHL Worldwide Express)